# پاینوود، سافک
پاینوود (به انگلیسی: Pinewood) یک روستا و محله مدنی در بریتانیا است که در Babergh واقع شده‌است. پاینوود ۴٬۳۴۲ نفر جمعیت دارد.